# نيل كولينز (سياسي)
نيل كولينز (بالإنجليزية: Neal Collins)‏ هو محامي وسياسي أمريكي، ولد في 6 يوليو 1982 في إيسلي في الولايات المتحدة. حزبياً، نشط في الحزب الجمهوري. وقد انتخب عضو مجلس نواب كارولاينا الجنوبية.